# Acide gras saturé
Pour un article plus général, voir Acide gras.
Pour les articles homonymes, voir AGS.

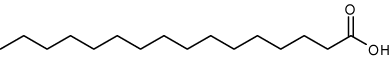
L'acide palmitique, 16 atomes de carbone, un exemple d'acide gras saturé. Note : selon les usages en chimie organique (à base de carbone), les atomes de carbone, à l'intersection des segments, ne sont pas représentés

Un acide gras saturé (AGS) est un acide gras ayant des atomes de carbone totalement saturés en hydrogène (voir figure). Chaque carbone porte le maximum d'hydrogènes possible. On ne peut pas ajouter d'hydrogène à la molécule : elle est saturée.
Toutes les liaisons entre les carbones sont simples (pas de liaisons doubles carbone-carbone).
Les acides gras saturés ne font pas partie des acides gras essentiels et ne sont de ce fait pas indispensables à l'alimentation humaine. La limitation de leur consommation est recommandée par la majorité des agences nationales de santé. 
Les gras saturés, un type de lipides, sont des triglycérides obtenus par réaction de trois molécules d'acides gras saturés sur une molécule de glycérol.

## Sources alimentaires
Les acides gras saturés se trouvent notamment dans les graisses animales (lait, fromage, beurre, viande, lard, etc.) mais aussi dans l'huile de coco et l'huile de palme. Ils sont pour la plupart solides à température ambiante.
Par le biais de l'hydrogénation, l'industrie agro-alimentaire transforme une partie des acides gras insaturés en acides gras saturés. Un sous-produit de cette transformation est l'acide gras trans produit par isomérisation et provenant des acides gras cis.
Dans l'alimentation humaine occidentale, ce sont les matières grasses des viandes et des produits laitiers ainsi que celles introduites dans les produits de panification industrielle et les viennoiseries qui apportent le plus d'acides gras saturés :
- les huiles végétales alimentaires contiennent une fraction d'acides gras saturés relativement faible : un peu plus de 10 % des acides gras totaux pour l'huile de tournesol, 13 % pour l'huile de maïs et pour l'huile d'olive, 15 % pour l'huile de soja, mais 92 % pour l'huile de coco (ou de coprah) ;

- la fraction d'acides gras saturés des viandes de volaille et des poissons se situe typiquement entre 20 et 35 %, tandis que celle des viandes de porc et de bœuf se situe entre 30 et 45 % ;

- la fraction d'acides gras saturés des biscuits, pâtisseries, barres chocolatées et autres viennoiseries est de l'ordre de 50 à 60 % du total des acides gras ;

- les produits laitiers contiennent généralement entre 60 et 65 % d'acides gras saturés ; 100 g de lait de vache entier contiennent typiquement 3,25 g de matières grasses comprenant 2,87 g d'acides gras dont 1,865 g d'acides gras saturés (dont environ 0,79 g d'acide palmitique, 0,31 g d'acide myristique et 0,29 g d'acide stéarique), soit 65 % du total ;

- une tablette de chocolat noir contient typiquement un tiers de matières grasses comprenant environ 75 % d'acide palmitique (16:0) et d'acide stéarique (18:0), deux acides gras saturés.

Le National Health Service au Royaume-Uni recommande en mars 2020 de ne pas absorber plus de 20 g d'acides gras saturés par jour pour une femme et 30 g par jour pour un homme.

## Types d'acide gras saturé
Les acides gras saturés peuvent être :
- linéaires avec une chaîne de n CH2 liés les uns aux autres (dans l'exemple ci-dessous), et une formule chimique de la forme :

H3C — [CH2]n — COOH où n est un nombre entier égal ou supérieur à 2.

- ou non linéaires. Certains acides gras saturés peuvent être, par exemple ramifiés, notamment chez les bactéries :

- méthylés comme l'acide isopalmitique (acide 14-méthyl-pentadécanoïque : CH3-CH(CH3)-(CH2)12-COOH) ;
- éthylés ;
- etc.

### Nomenclature
Chaque acide gras saturé possède en général deux noms :
- un nom commun qui rappelle souvent son origine. Par exemple, l'acide caproïque (du latin « capra », chèvre) se trouve dans le lait de chèvre ;
- un nom systématique décrivant sa structure (nombre de carbones, nombre d'insaturation, etc) et issu de la nomenclature chimique :

acide (radical du nombre de carbone) anoïque où :
- le radical correspond au nombre d'atomes de carbone de l'acide gras ;
- ane indique qu'il s'agit d'un alcane ;
- oïque qu'il s'agit d'un acide carboxylique.

À cela s'ajoute une nomenclature souvent utilisée en physiologie et en biochimie :

acide gras Cx:0 où :
- Cx indique le nombre d'atomes de carbone ;
- 0 indique qu'il y a zéro double liaison carbone-carbone et par conséquent, que l'acide gras est saturé.

### Exemples d'acides gras saturés
Exemples d'acides gras saturés courants :
- acide butyrique avec 4 atomes de carbone (présent dans le beurre) ;
- acide laurique avec 12 atomes de carbone (présent dans l'huile de coco et l'huile de palmiste) ;
- acide myristique avec 14 atomes de carbone (présent dans le lait de vache et les produits laitiers) ;
- acide palmitique avec 16 atomes de carbone (présent dans l'huile de palme et la viande) ;
- acide stéarique avec 18 atomes de carbone (présent dans la viande et le beurre de cacao).

## Effets sur la santé

### Effets cardiovasculaires
Une augmentation du taux de cholestérol dans le sang est généralement témoin d'une altération significative de l'intégrité des parois des artères coronaires. Cependant, une corrélation a été souvent observée, sans impliquer une causalité. Or, certains prétendent qu'il existe une relation entre un taux élevé de cholestérol et de LDL dans le sang et l'augmentation du risque de maladie cardiovasculaire. Toutefois, d'autres considèrent que c'est plutôt le ratio entre cholestérol total et le LDL qui importe. Il reste donc à savoir quel impact a la consommation d'acides gras saturés sur le ratio du cholestérol total sur le LDL et le HDL.
Tous les acides gras saturés ne présentent cependant pas le même risque cardiovasculaire : les acides gras à chaîne moyenne (par ex. l’acide laurique C12:0, l’acide myristique C14:0 ou l’acide palmitique C16:0, qui représentent environ 30 % des graisses de bœuf, mouton ou porc) exercent des effets plus délétères que les acides gras saturés à longue chaîne (comme l’acide stéarique C18:0, environ 27 % des graisses de bœuf ou mouton).
Une étude récente montre qu'il n'y aurait pas de preuves de la corrélation entre la consommation de gras saturé et le taux de cholestérol associé aux risques cardiovasculaires, en raison des marges d'incertitude des observations épidémiologiques et essais cliniques.
Chez l'humain, les acides gras saturés sont globalement hypercholestérolémiants, mais l'effet de chaque acide gras doit être individualisé. L'acide laurique (12:0) et l'acide myristique (14:0) seraient les plus délétères de ce point de vue, ce dernier étant le plus nocif des deux mais avec un effet moins prononcé lorsqu'il se trouve en position 2 (centrale) du résidu de glycérol du triglycéride, ce qui est souvent le cas dans les matières grasses des produits laitiers. L'acide palmitique (16:0) aurait un effet moins prononcé voire inexistant — avec cependant tendance à accroître le taux sérique de lipoprotéines de basse densité (LDL) lorsqu'il est en position centrale des triglycérides — et les acides gras saturés plus longs (acide stéarique 18:0 et au-delà) seraient neutres quant à la cholestérolémie totale.
En juin 2020, un article du Journal of the American College of Cardiology soutient que les recommandations de limiter l'apport alimentaire en acides gras saturés (AGS) persistent malgré les preuves croissantes du contraire. Les méta-analyses les plus récentes d'essais randomisés et d'études observationnelles n'ont trouvé aucun effet bénéfique à la réduction de l'apport en AGS sur les maladies cardiovasculaires (MCV) et la mortalité totale, et ont plutôt trouvé des effets protecteurs contre les accidents vasculaires cérébraux (AVC). Bien que les AGS augmentent le cholestérol des lipoprotéines de basse densité (LDL), chez la plupart des individus, cela n'est pas dû à des niveaux croissants de petites particules de LDL denses, mais plutôt des LDL plus gros qui sont beaucoup moins fortement liés au risque de MCV. L'article rappelle qu'il est également évident que les effets sur la santé des aliments ne peuvent être prédits par leur teneur dans aucun groupe de nutriments, sans tenir compte de la distribution globale des macronutriments. Les produits laitiers entiers, la viande non transformée, les œufs et le chocolat noir sont des aliments riches en AGS avec une matrice complexe qui ne sont pas associés à un risque accru de MCV. Selon les auteurs, la totalité des preuves disponibles ne permet pas de limiter davantage la consommation de ces aliments. Il est toutefois important de noter qu'il y a conflit d'intérêts pour une partie des auteurs (financement par des lobbies laitiers et de la viande) .

### Effets cognitifs
Des effets négatifs sont presque immédiats. Une étude récente (mai 2020) s'est basée sur un « test continu de performance (en) », évaluant l'attention soutenue, la concentration et le temps de réaction, durant 10 minutes d'activités informatiques. L'étude a montré que prendre un seul repas riche en graisses saturées suffit à diminuer notre capacité de concentration, nettement plus que s'il s'agit d'un repas en graisses non-saturées. Dans ce cas, les personnes testées ont mangé des œufs, des biscuits, des saucisses de dinde avec sauce contenant 60 grammes de matières grasses. Un lot de ces repas était fait avec une huile à base d'acide palmitique riche en graisses saturées, et l'autre à base d'huile de tournesol à faible teneur en graisses saturées. Dans les deux cas le repas apportait 930 kilocalories et était fait pour imiter un repas de restauration rapide (type double Whopper Burger King avec fromage, ou un Big Mac McDonald avec portion moyenne de frites).